# João de Lucca
João Bevilaqua de Lucca, né le 6 janvier 1990 à Rio de Janeiro au Brésil, est un nageur brésilien, spécialiste de la nage libre.
Il remporte une médaille d'argent dès les Championnats du monde juniors 2006, dans sa ville natale, puis la médaille de bronze à Monterrey en 2008.